# Enzo Robotti
Enzo Robotti, né le 13 juillet 1935 à Alexandrie dans le Piémont, est un joueur de football international italien, qui jouait au poste de défenseur.

## Biographie

### Carrière de joueur

#### En club
Enzo Robotti est l'un des meilleurs défenseurs centraux et droit de sa génération. Il apportait le soutien offensivement.
Il fait ses débuts en Serie A avec la Juventus (jouant sa première rencontre le 13 janvier 1957 lors d'un match nul 0-0 contre Padoue), avant de véritablement s'imposer en championnat sous les couleurs de la Fiorentina, équipe avec laquelle il disputa en tout 9 saisons (obtenant comme meilleurs résultats trois seconde place consécutives entre 1957 et 1960. Il remporta également sous le maillot violet la coupe des vainqueurs de coupe 1960-1961, en battant en finale les Glasgow Rangers (le club perdit l'année suivante en finale de la même compétition contre l'Atletico Madrid). Il perdit également deux finales de Coppa Italia (en 1958 contre la Lazio et en 1960 contre la Juventus).
En 1965, Robotti quitte la viola pour rejoindre les neo-promus de Brescia, terminant ensuite trois années plus tard sa carrière avec la Roma. Après sa retraite de footballeur, il entama une carrière d'entraîneur.

#### En sélection
En azzurro, Robotti disputa en tout quinze rencontres, participant notamment à la coupe du monde 1962 au Chili, lors de laquelle il joua ses seuls matchs nationaux avec Sandro Salvadore, et participa aux trois matchs disputés par l'équipe d'Italie. 

### Carrière d'entraîneur
Il commence en 1970 avec le Montevarchi, subissant une descente en Serie D. Il prend alors les rênes du Prato, puis, de 1973 à 1975, du Pise Calcio. Entre 1975 et 1977, il prend en charge Grosseto avant de retrouver Montecatini qui passa de la Serie D à la Serie C2, mais seulement à la suite de la réforme voulue par la FIGC à partir de la saison 1978-1979. Après une année d'inactivité, il entraîne alors le Spezia Calcio, avec qui il descend en C2.
Au cours de la saison 1982-1983, il prend en charge l'Alma Juventus Fano, avant de s'occuper du Rondinella Calcio (avec qui il obtient une quatrième place en Serie C1). Il quitte ensuite la Rondinella en 1985 d'un commun accord avec le président Ugo Poggi. En 1987, il se voit confier un nouveau challenge avec le Cagliari Calcio, à peine descendu en Serie B. À la suite de cette expérience non concluante, il arrête alors d'entraîner des équipes de haut niveau pour se concentrer sur des plus petites équipes.

## Palmarès
Fiorentina
- Coupe d'Italie (1) :
  - Vainqueur : 1960-61.

- Coupe des coupes (1) :
  - Vainqueur : 1960-61.